# Instrumental Hits 1
Instrumentala Hits 1 utkom 1988 och är ett album av det svenska dansbandet Vikingarna.
Låten "Return to Sender" (Åter till avsändaren) är bland annat en cover på låten av Elvis Presley.

## Låtlista
1. Return to Sender
2. Whiter Shade of Pale
3. Rosegarden
4. I Can't Stop Loving You
5. Jambalaya
6. Sometimes When We Touch
7. Red River Rock
8. Hasta Mañana
9. Smoke Gets In Your Eyes
10. Living Doll
11. Ramona
12. Tell Laura I Love Her
13. My Boy Lollipop
14. Lovers (Ta' Mej till Havet)

## Listplaceringar
| Lista (1988) | Topplacering |
| ------------ | ------------ |
| Sverige      | 32           |